# Friedrich Burger (Politiker)
Friedrich Burger (* 22. März 1879 in Einöd; † 4. Februar 1939 in Ludwigshafen am Rhein) war ein deutscher Politiker (DVP).
Burger war Lehrer und wurde 1899 als Schulverweser nach Ludwigshafen am Rhein versetzt. 1919 wurde er Direktor der neu gegründeten Berufsschule in Ludwigshafen. 1936 wurde Burger von den Nationalsozialisten in Pension versetzt. Von 1920 bis 1932 war Burger für die Deutsche Volkspartei Abgeordneter im Bayerischen Landtag, wo er verschiedene pfälzische Stimmkreise vertrat.